# Família mercedària
La família mercedària és el conjunt de comunitats religioses i instituts de perfecció originats a partir de l'Orde de la Mercè, que comparteixen el seu carisma i l'esperit fundacional de l'orde original.
La formen:
- Primer orde, format pels frares:

Escut de la família mercedària, l'original de l'Orde de la Mercè, amb la creu del bisbat de Barcelona i el senyal reial de la Corona d'Aragó, amb corona reial.

  - L'Orde de la Mercè, orde mendicant masculí fundat en 1218 per Sant Pere Nolasc.
  - Els mercedaris descalços, fundats per Juan Bautista González el 1603, estesos principalment a Espanya i Sicília, com a branca observant de l'orde, que volia reformar-lo aplicant una major austeritat en la vida monàstica i privilegiant l'ascetisme i l'espiritualitat.

- Segon orde, format pels ordes femenins de monges:
  - Les Monges de l'Orde de la Mercè, branca femenina de l'Orde de la Mercè, dedicada a la vida contemplativa, fundada en 1265 per Santa Maria de Cervelló. Viuen en clausura i preguen per l'acompliment del carisma de l'orde, a més de treballar en l'ensenyament.
  - Les mercedàries descalces, branca femenina de l'orde reformat, fundada cap al 1612, totalment contemplativa.

- Tercer orde, format per congregacions regulars i seculars de germanes i laics:

Hi ha un nombre considerable de congregacions religioses de germanes, la majoria nascudes la segona meitat del segle xix. Espiritualment vinculades a l'Orde de la Mercè, formen l'anomenat Tercer Orde Regular de la Mercè:
- - Mercedàries Missioneres de Barcelona, fundades per Lutgarda Mas i Mateu a Barcelona, en 1860, i dedicades a l'anunci de l'Evangeli, l'ensenyament i les obres socials i de caritat. E Lutgarda
  - Germanes de la Mare de Déu de la Mercè, fundades a Nancy el 1865 per Therèse de Jésus Elisabeth Bacq Achr, amb el suport del cardenal Charles Martial Lavigerie, dedicades a l'educació del jovent i l'assistència als orfes, gent gran i malalts.
  - Germanes de la Caritat de la Mare de Déu de la Mercè o Mercedàries de la Caritat, fundades a Màlaga en 1878 per Juan Nepomuceno Zegrí, dedicades a l'assistència a malalts i pobres i a l'educació dels joves.
  - Germanes Terciàries del Nen Jesús, fundades a Córdoba (Argentina) el 1878 per José León Torres, dedicades a l'ensenyament, l'assistència als orfes i l'evangelització als barris baixos de les ciutats.
  - Germanes Mercedàries del Santíssim Sagrament, fundades a Mèxic el 1910 per Refugio Aguilar Torres, assessorada pel pare mercedari Alfredo Scotti, dedicades a l'ensenyament i a la preparació dels nens per a la Primera Comunió.
  - Mercedàries Missioneres de Berriz, fundades en 1930 al monestir de Bérriz i dedicades a l'apostolat missioner.
  - Germanes Mercedàries Missioneres del Brasil, fundades a Piauì (Brasil) el 1938 per Lucía Etchepare i el bisbe Inocencio López Santamaría, dedicades a l'apostolat en zones rurals i assistència a pobres, marginats i oprimits.
  - Esclaves Mercedàries del Santíssim Sagrament, fundades el 1940 per Emilio Ferrero i Carmen Ternero Ibarra a Marchena, dedicades a l'adoració al Santíssim Sagrament i les obres de caritat.

Altres instituts, tot i no pertànyer a l'Orde Mercedari, s'inspiren en la seva espiritualitat:
- - Germanes de la Misericòrdia, fundat a Dublín el 1827; fundades per Catherine McAuley. Compta amb 12.000 germanes i es dediquen a l'evangelització a escoles, universitats, hospitals, asils, etc.
  - Mercedàries del Diví Mestre, fundat a Buenos Aires el 1889 per Antonio Rasore i Sofía Bunge, per a l'educació de les nenes;
  - Oblates Expiadores del Santíssim Sagrament, a Santiago de Xile el 1914;
  - Associació Secular Mare de Déu de la Mercè, institut secular fundat a Jipijapa (Equador), que agrupa laics dedicats a l'evangelització i la pràctica de la misericòrdia.

Les diverses fraternitats laiques rebien el nom conjunt de Confraternitats i Tercer Orde Secular de la Mercè; avui han constituït un moviment laical que ha pres el nom de Fraternitat Laical Mercedària.